# 索恩河畔沙隆
索恩河畔沙隆（法語：Chalon-sur-Saône，法語發音：[ʃalɔ̃ syʁ son] ⓘ），简称沙隆，法国东部城市，勃艮第-弗朗什-孔泰大区索恩-卢瓦尔省的一个市镇，同时也是该省的一个副省会，下辖索恩河畔沙隆区，其市镇面积为15.2平方公里，2022年1月1日时人口数量为44,592人，是该省人口最多的城市，同时也是原勃艮第大区内的人口第二多的城市，仅次于首府第戎，在法国城市中排名第153位。
索恩河畔沙隆位于索恩-卢瓦尔省东北部，索恩河畔，河流右岸为历史城区，左岸则为港口开发区。索恩河畔沙隆是法国艺术与历史之城，自高卢时期便已成为重要的内河港口，近代发展成为工业城市，现代则是一个区域性的中心城市和交通枢纽，多条干线公路在此交汇。法国工程师、现代照片发明人約瑟夫·尼塞福爾·涅普斯出生于此地。

## 地名来源

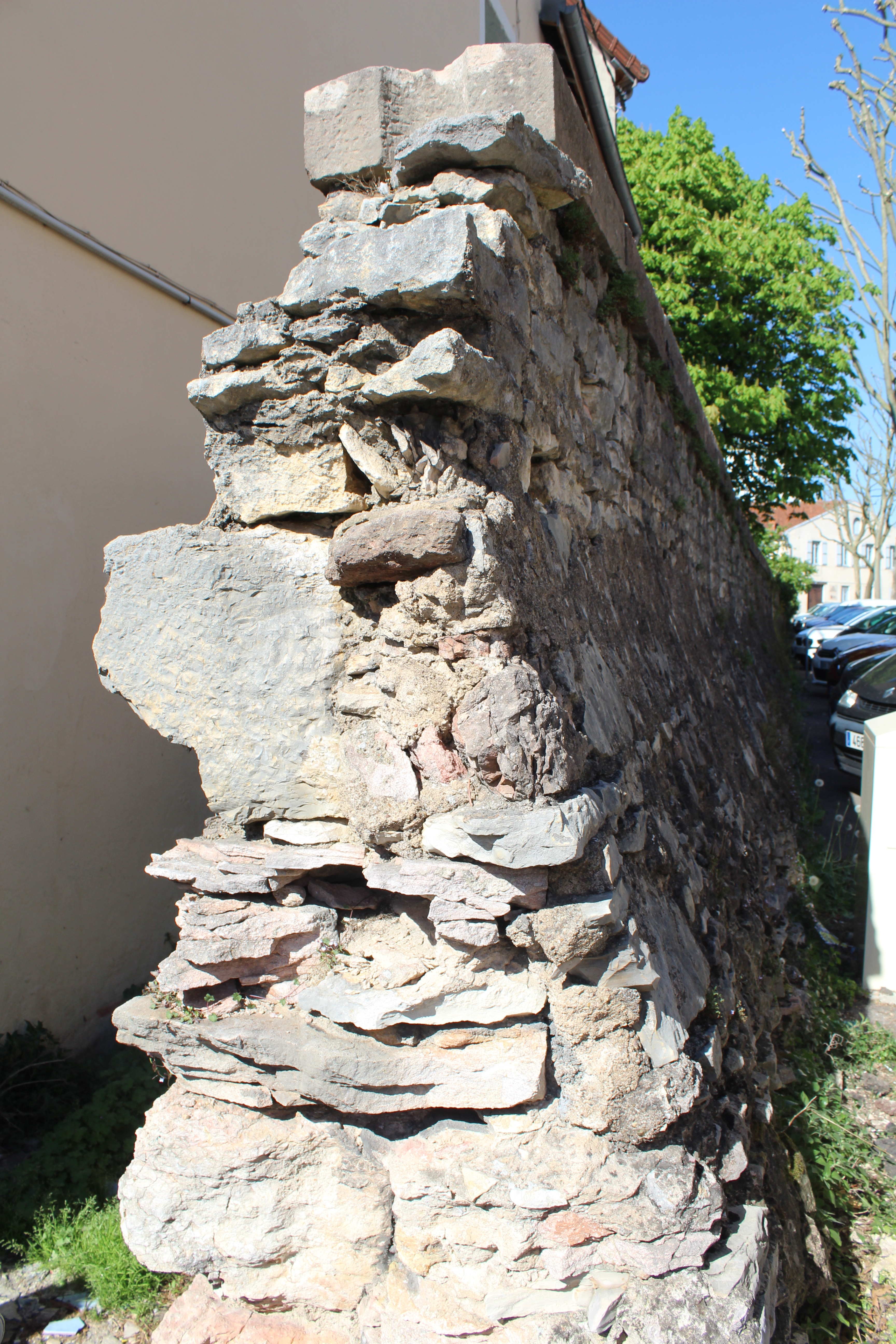
索恩河畔沙隆城墙遗址

“沙隆”一名最初以的形式出现在凯撒大帝的手记中，该名称可能来源于凯尔特语，意为“马匹”，可能与历史上当地的种马场有关，而“索恩河畔”这一后缀则出现于17世纪以后。

## 历史
索恩河畔沙隆在高卢时期就已出现人类活动，罗马人入侵后，多条帝国道路在此交汇，索恩河畔沙隆成为一处重要的水陆码头，此后逐渐发展为港口城市，并出现了城墙。至公元4世纪时，其城市面积已达15公顷。中世纪初，勃艮第人占领了此地，并曾一度定都于此。763年（一说765年），沙隆成为勃艮第公国下属的一个伯爵，阿达拉尔（Adalard）成为首任伯爵。公元八至十世纪，索恩河畔沙隆先后被撒拉逊人、洛塔林人和匈人入侵。勃艮第王国灭亡后，路易十一于1478年攻取了索恩河畔沙隆，并新建了城墙及防御工事，以对抗其东侧的弗朗什-孔泰（彼时被哈布斯堡王朝控制）。宗教战争期间，新教徒曾一度掌权当地。17世纪后，索恩河畔沙隆不再作为边境城市，当地的商业贸易得到恢复和发展。法国大革命后，索恩河畔沙隆成为索恩-卢瓦尔省的一个市镇和地区行署，后改制为副省会。工业革命期间，索恩河航道得以整治，当地出现了现代化的内河船坞及港口，并建成了一条由此连接勒克勒佐矿区的运河，同时一处沙普电报站在此建成。此外，巴黎－马赛铁路亦由此通过。索恩河畔沙隆成为重要的交通枢纽，当地出现了多个工业部门，人口数量快速上升。二战时期曾被纳粹德军占领。二战后，索恩河畔沙隆出现了工业开发区，柯达曾于1954年在此建厂，后于2008年关闭。

## 地理

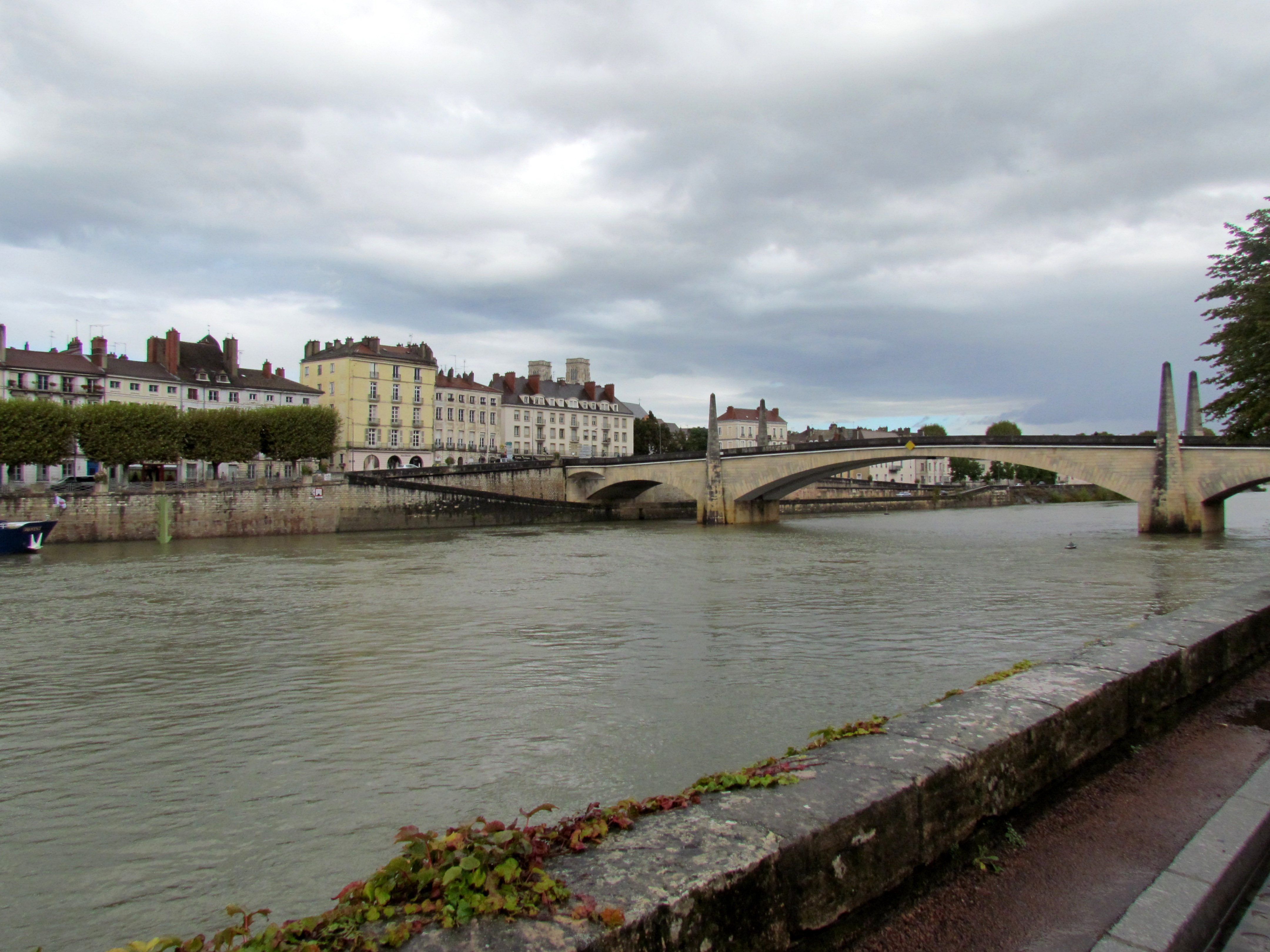
索恩河沙隆段

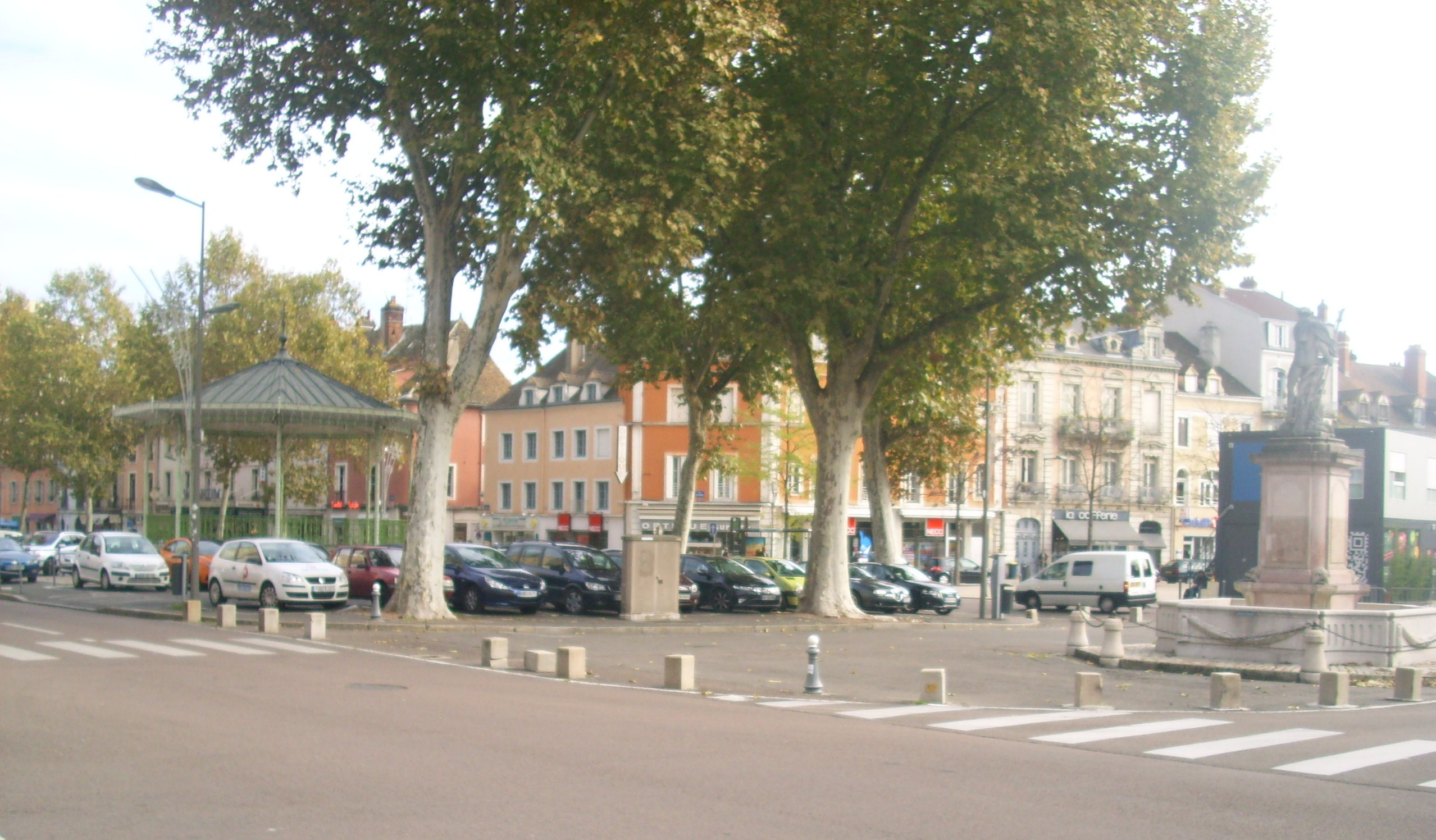
市中心的博讷广场

索恩河畔沙隆位于法国东部，勃艮第-弗朗什-孔泰大区中南部和索恩-卢瓦尔省北部偏东，距离省会马孔大约58公里。与索恩河畔沙隆接壤的市镇包括：尚福尔热伊、布雷斯地区沙特努瓦、沙特努瓦-勒鲁瓦亚勒、弗拉涅-拉卢瓦耶尔、吕镇、圣马塞尔、圣雷米。

### 地形
索恩河畔沙隆位于索恩河平原腹地，境内地势平坦，全境海拔在172到192米之间。

### 水文
索恩河干流自北向南流经境内，主城位于河流右岸。河流中央为圣洛朗岛，经过开发已成为一处城市街区。该河是罗讷河最大的支流，两者在里昂交汇。此外塔里河（La Thalie）流经市区西侧，水量较小。

### 植被
索恩河畔沙隆属于温带落叶林区，市区内的主要绿地公园包括乔治·努埃尔公园（Parc Georges Nouelle）、拉科隆比耶尔公园（Parc de La Colombière）等，均常年免费向公众开放。

### 气候
索恩河畔沙隆在柯本气候分类法中属于温带海洋性气候。
索恩河畔沙隆境内设有气象站，以下为该气象站的数据（其中日照数据取自第戎）：
| 索恩河畔沙隆1981年－2019年 | 索恩河畔沙隆1981年－2019年 | 索恩河畔沙隆1981年－2019年 | 索恩河畔沙隆1981年－2019年 | 索恩河畔沙隆1981年－2019年 | 索恩河畔沙隆1981年－2019年 | 索恩河畔沙隆1981年－2019年 | 索恩河畔沙隆1981年－2019年 | 索恩河畔沙隆1981年－2019年 | 索恩河畔沙隆1981年－2019年 | 索恩河畔沙隆1981年－2019年 | 索恩河畔沙隆1981年－2019年 | 索恩河畔沙隆1981年－2019年 | 索恩河畔沙隆1981年－2019年 |
| 月份                       | 1月                        | 2月                        | 3月                        | 4月                        | 5月                        | 6月                        | 7月                        | 8月                        | 9月                        | 10月                       | 11月                       | 12月                       | 全年                       |
| -------------------------- | -------------------------- | -------------------------- | -------------------------- | -------------------------- | -------------------------- | -------------------------- | -------------------------- | -------------------------- | -------------------------- | -------------------------- | -------------------------- | -------------------------- | -------------------------- |
| 历史最高温 °C（°F）        | 19 (66)                    | 19 (66)                    | 25 (77)                    | 29.8 (85.6)                | 34.5 (94.1)                | 38 (100)                   | 39.5 (103.1)               | 40.8 (105.4)               | 34 (93)                    | 29 (84)                    | 21.1 (70.0)                | 18 (64)                    | 40.8 (105.4)               |
| 平均高温 °C（°F）          | 5.5 (41.9)                 | 7.6 (45.7)                 | 12.6 (54.7)                | 16.2 (61.2)                | 20.6 (69.1)                | 24.3 (75.7)                | 27.1 (80.8)                | 26.6 (79.9)                | 21.9 (71.4)                | 16.4 (61.5)                | 9.7 (49.5)                 | 6.2 (43.2)                 | 16.2 (61.2)                |
| 日均气温 °C（°F）          | 3.1 (37.6)                 | 4.3 (39.7)                 | 8.2 (46.8)                 | 11.3 (52.3)                | 15.5 (59.9)                | 18.9 (66.0)                | 21.4 (70.5)                | 20.9 (69.6)                | 16.9 (62.4)                | 12.5 (54.5)                | 6.8 (44.2)                 | 3.9 (39.0)                 | 12 (54)                    |
| 平均低温 °C（°F）          | 0.6 (33.1)                 | 1.1 (34.0)                 | 3.8 (38.8)                 | 6.4 (43.5)                 | 10.4 (50.7)                | 13.6 (56.5)                | 15.7 (60.3)                | 15.2 (59.4)                | 11.9 (53.4)                | 8.6 (47.5)                 | 3.9 (39.0)                 | 1.5 (34.7)                 | 7.7 (45.9)                 |
| 历史最低温 °C（°F）        | −18 (0)                    | −17 (1)                    | −10 (14)                   | −6 (21)                    | −2.5 (27.5)                | 2.8 (37.0)                 | 5 (41)                     | 4.5 (40.1)                 | 1.5 (34.7)                 | −4.9 (23.2)                | −7.5 (18.5)                | −16 (3)                    | −18 (0)                    |
| 平均降水量 mm（）          | 55.5 (2.19)                | 45 (1.8)                   | 46.8 (1.84)                | 66.4 (2.61)                | 74.7 (2.94)                | 62.3 (2.45)                | 61 (2.4)                   | 57.3 (2.26)                | 71.6 (2.82)                | 78.2 (3.08)                | 73.4 (2.89)                | 63.1 (2.48)                | 755.3 (29.74)              |
| 月均日照時數               | 63.9                       | 94.4                       | 151.3                      | 185.4                      | 212.3                      | 239.1                      | 248.3                      | 233.6                      | 181.3                      | 117.2                      | 67.8                       | 54.2                       | 1,848.8                    |
| 来源：infoclimat.fr        |                            |                            |                            |                            |                            |                            |                            |                            |                            |                            |                            |                            |                            |

## 行政区划
索恩河畔沙隆是法国勃艮第-弗朗什-孔泰大区索恩-卢瓦尔省的一个市镇，编号为71076，属于索恩-卢瓦尔省第五选区，它也是索恩-卢瓦尔省的一个副省会。索恩河畔沙隆下辖索恩河畔沙隆区，管理索恩河畔沙隆第一县、第二县和第三县，同时也是索恩河畔沙隆城市圈公共社区的办公驻地。
索恩河畔沙隆市镇被划为13个街区，并实行街区自治制度。
法国国家统计与经济研究所（简称）在进行数据统计时，将索恩河畔沙隆及相邻的另外9个市镇设为索恩河畔沙隆城市核心区，并将包括核心区在内的周边共90个市镇划为索恩河畔沙隆城市区。同时，还将索恩河畔沙隆市镇分为了23个“块区”（IRIS），以便于统计人口分布情况。

## 交通

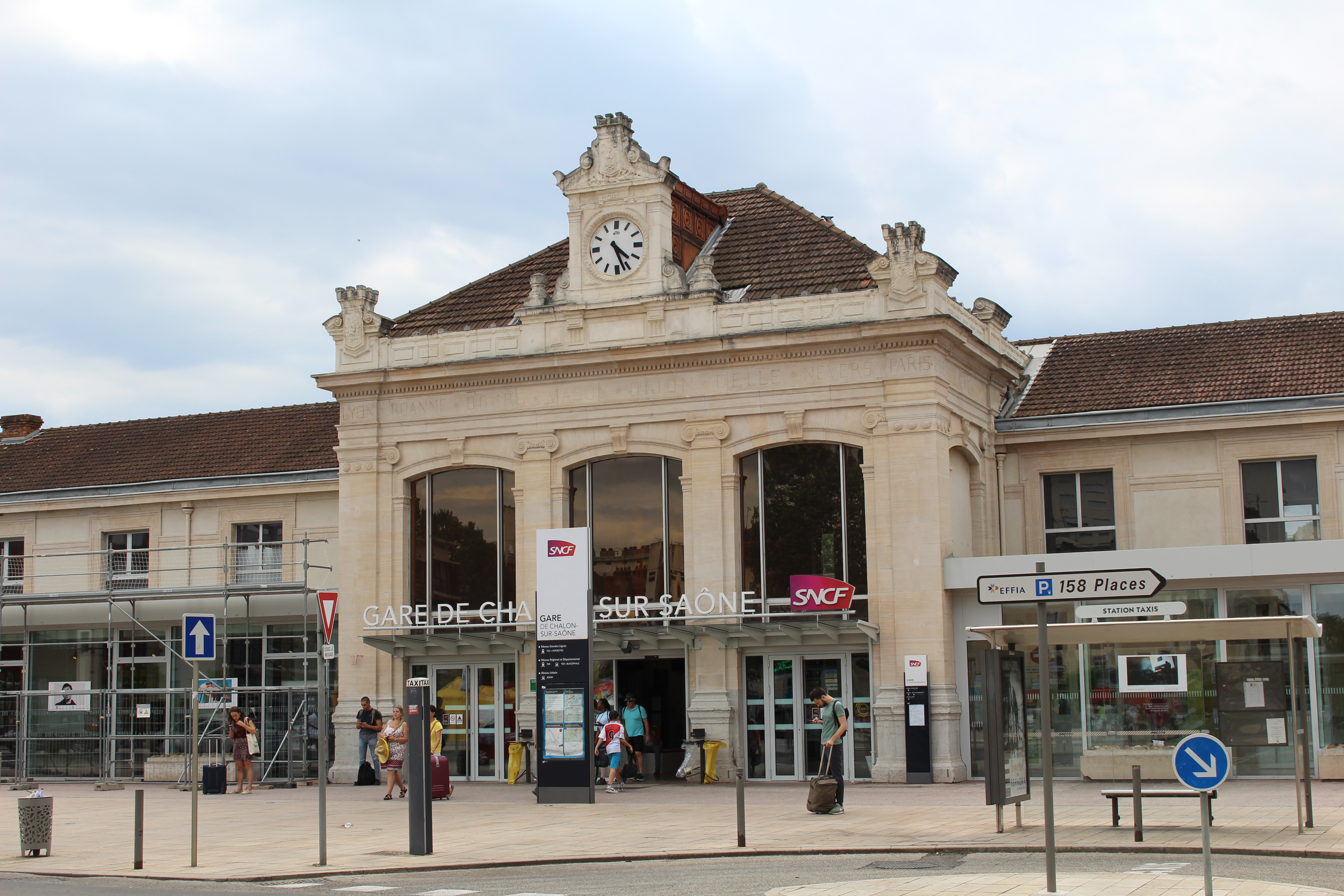
索恩河畔沙隆火车站

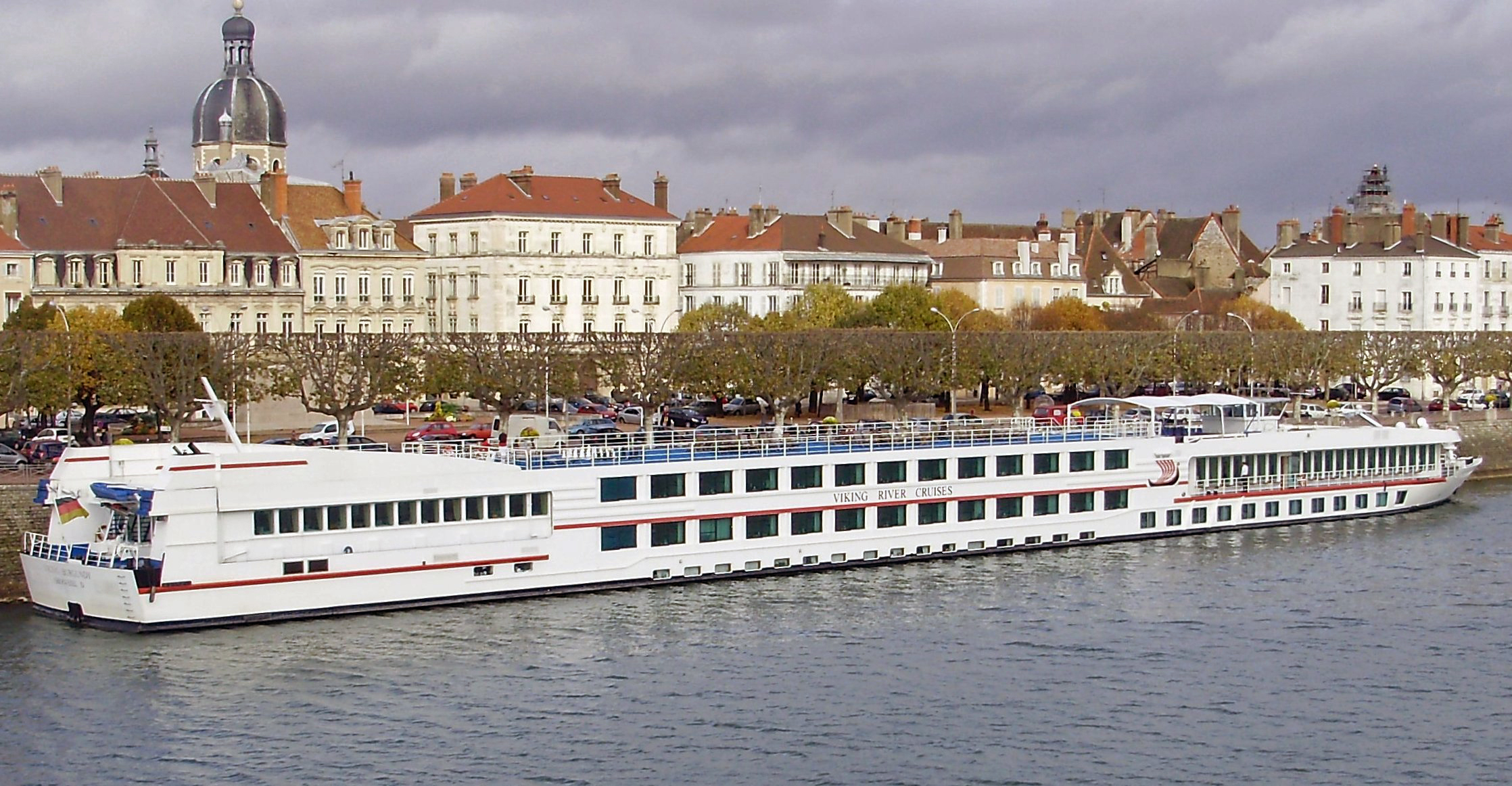
索恩河上的游轮

### 公路
法国A6高速公路、国道N73线和N80线以及多条索恩-卢瓦尔省省道在索恩河畔沙隆境内交汇，勃艮第-弗朗什-孔泰大区下属的城际客运提供巴士线路，可前往欧坦、马孔、勒克勒佐及勒克勒佐TGV站等地。
2017年，64%的索恩河畔沙隆家庭拥有至少一辆的私人汽车。2018年，索恩河畔沙隆境内共发生各类交通事故21起，造成2人遇难，21人受伤。

### 铁路
索恩河畔沙隆位于巴黎－马赛铁路上。索恩河畔沙隆站位于市区中部，老城区以西，该站停靠往返于马赛和法兰克福之间的高速列车，每天往返1班；周末及节假日则开行始发经第戎直达巴黎的高速列车。此外，该站停靠巴黎—第戎—里昂一线的长途区域列车，平均1小时一趟；此外该站还开行前往第戎、马孔和蒙沙南三个方向的区域列车，停靠沿途所有车站。

### 航空
距离索恩河畔沙隆最近的民用航空站为多勒机场，距离索恩河畔沙隆市中心的公路里程约57公里。

### 水运
索恩河畔沙隆因水运而兴，当地的内河港口位于河流左岸，供中小型船只停靠。

### 城市公共交通
索恩河畔沙隆城市公共交通（商业名称为）是当地的城市公共交通系统。截至2020年11月，该系统共包括2条主干线路、6条常规线路和2条补充线路，路网覆盖了索恩河畔沙隆市区内的主要街道和居民区。

## 政治

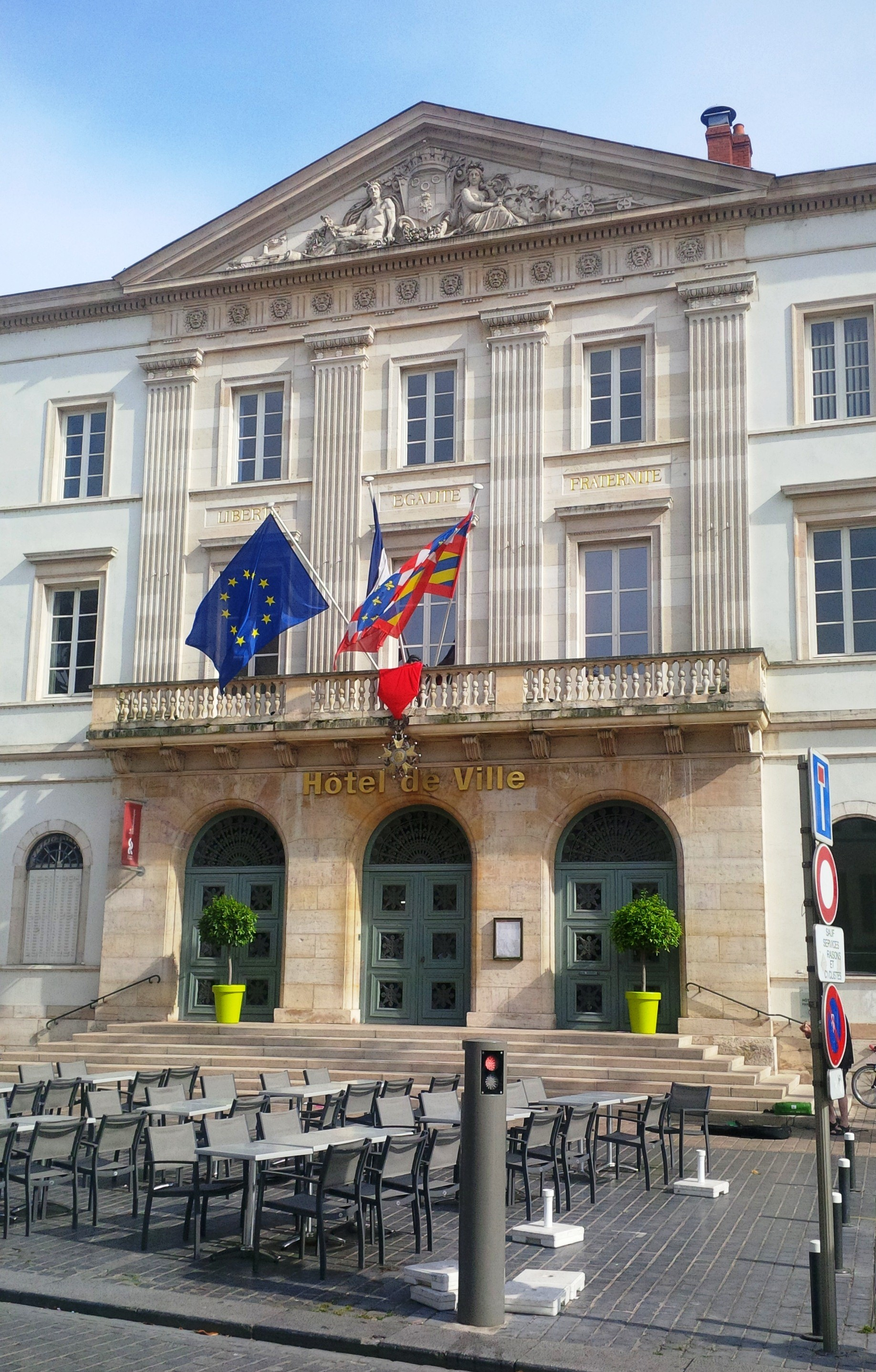
索恩河畔沙隆市政厅

索恩河畔沙隆的现任市长为吉勒·普拉特雷先生（Gilles Platret），他是共和党的一名成员，在2020年的市政选举中获得了52.93%的支持率。
在2017年的法国总统大选中，法国第25任总统埃马纽埃尔·马克龙在索恩河畔沙隆获得了70.57%的支持率。
| 索恩河畔沙隆历届市长 |                   |                                |
| 任期                 | 市长              | 党派                           |
| 1926年－1952年       | 乔治·努埃勒       | SFIO工人国际法国支部           |
| 1946年－1952年       | 朱利安·萨托内     | PSD民主社会党                  |
| 1952年－1965年       | 乔治·努埃勒       | PSD民主社会党                  |
| 1965年－1983年       | 罗歇·拉格朗日     | SFIO工人国际法国支部 →PS社会党 |
| 1983年－2002年       | 多米尼克·佩尔邦   | RPR保衛共和聯盟                |
| 2002年－2008年       | 米歇尔·阿莱       | UMP人民运动联盟                |
| 2008年－2014年       | 克里斯托夫·西吕格 | PS社会党                       |
| 2014年－             | 吉勒·普拉特雷     | UMP人民运动联盟 →LR共和黨      |

## 人口
2017年，索恩河畔沙隆市镇人口数量为45,096，在法国排名第153位。其中男性21,174人，女性23,922人，75岁及以上人口占10.0%，外籍人口数量为11,982人，人口密度为2,963人/平方公里，当地居民被称为（男性）或（女性）。2018年，索恩河畔沙隆境内出生588人，死亡人口431人。
| 年份   | 1936   | 1946   | 1954   | 1962   | 1968   | 1975   | 1982   | 1990   | 1999   | 2006   | 2011   | 2016   | 2017   |
| ------ | ------ | ------ | ------ | ------ | ------ | ------ | ------ | ------ | ------ | ------ | ------ | ------ | ------ |
| 人口數 | 33,201 | 32,683 | 37,399 | 43,655 | 50,589 | 58,187 | 56,194 | 54,575 | 50,124 | 46,534 | 44,847 | 45,446 | 45,096 |

## 经济

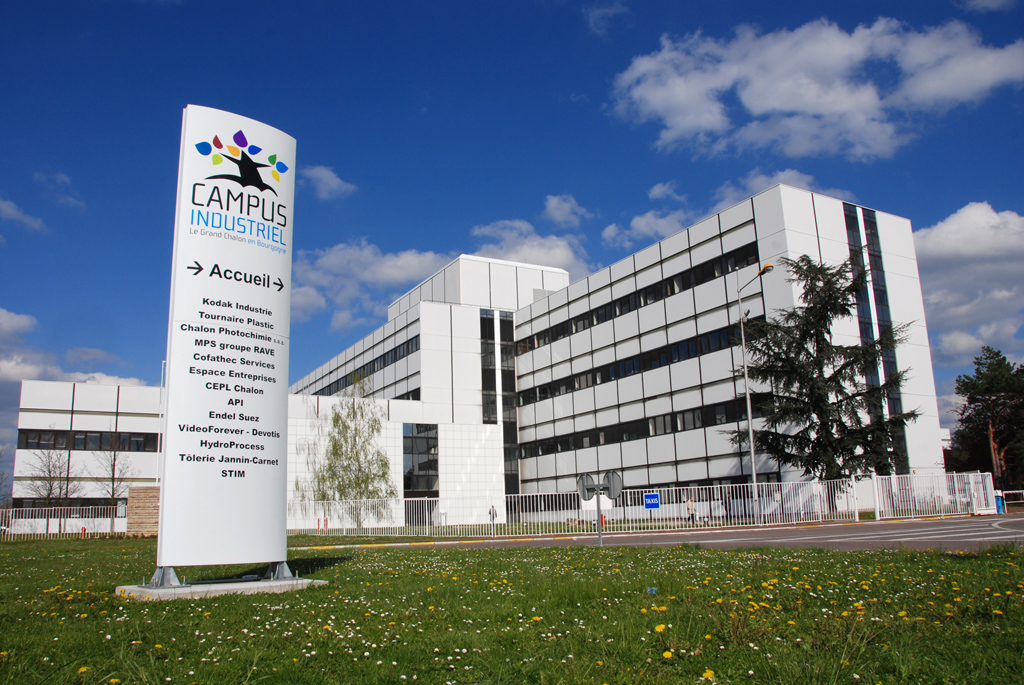
索恩河畔沙隆工业区

索恩河畔沙隆是一个区域性的中心城市，当地共有各类用人单位5,959家，其中98.35%为中小型企业（PME），平均历史为17年，行政、医疗及社会服务是当地的主要就业岗位类型。

## 财政收入
2018年，索恩河畔沙隆的财政收入总额为72,593,500欧元，财政支出总额为69,115,600欧元，当年的债务总额为76,185,300欧元。
2014年，索恩河畔沙隆的人均收入总额为2,484欧元，其中高职人员为4,070欧元，普通职员为1,788欧元。
2017年，索恩河畔沙隆境内的青壮年（15至64岁）失业率为19.3%，当地39.1%的家庭拥有纳税资格。

## 社会事务

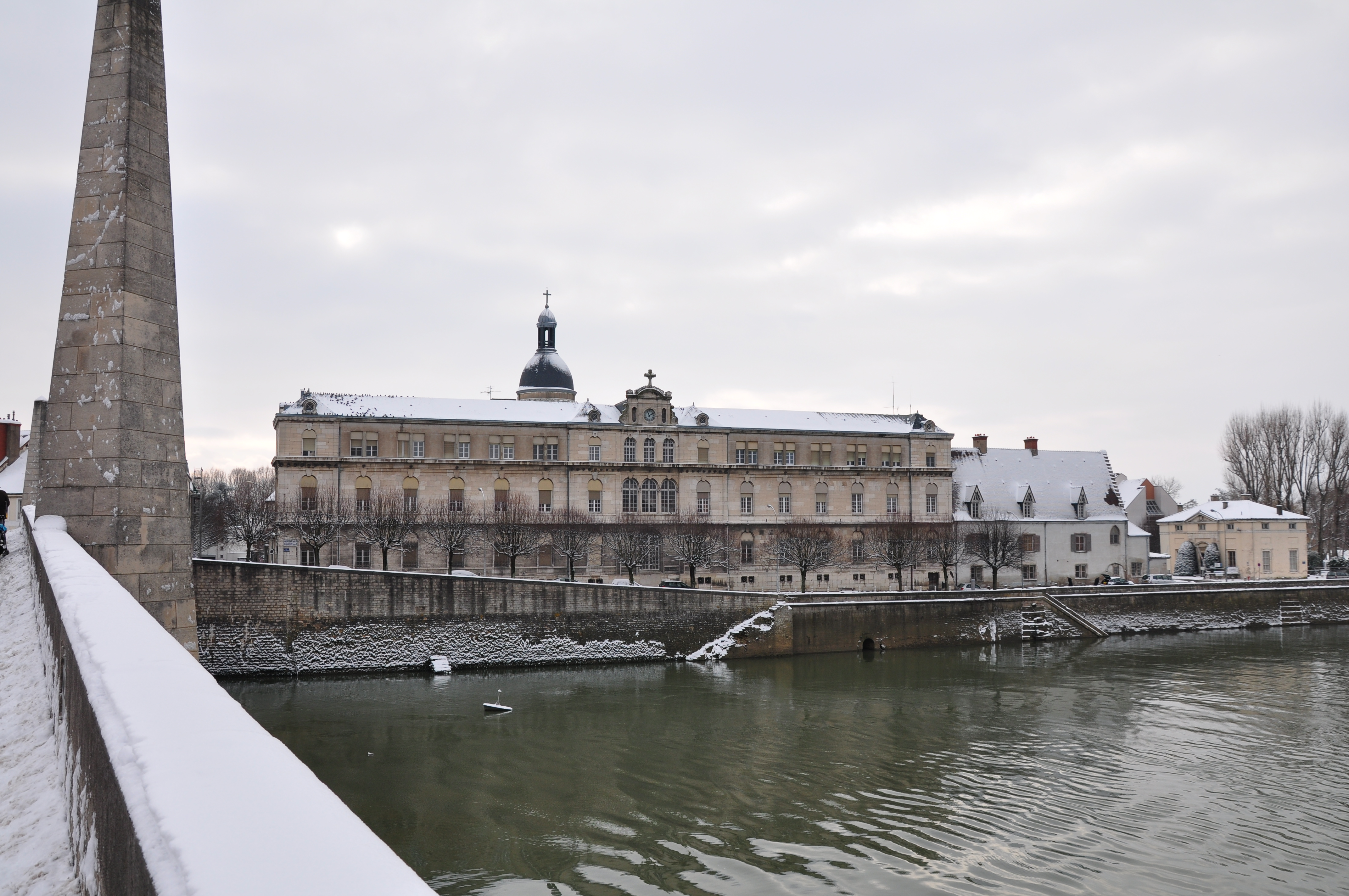
索恩河畔沙隆中心医院

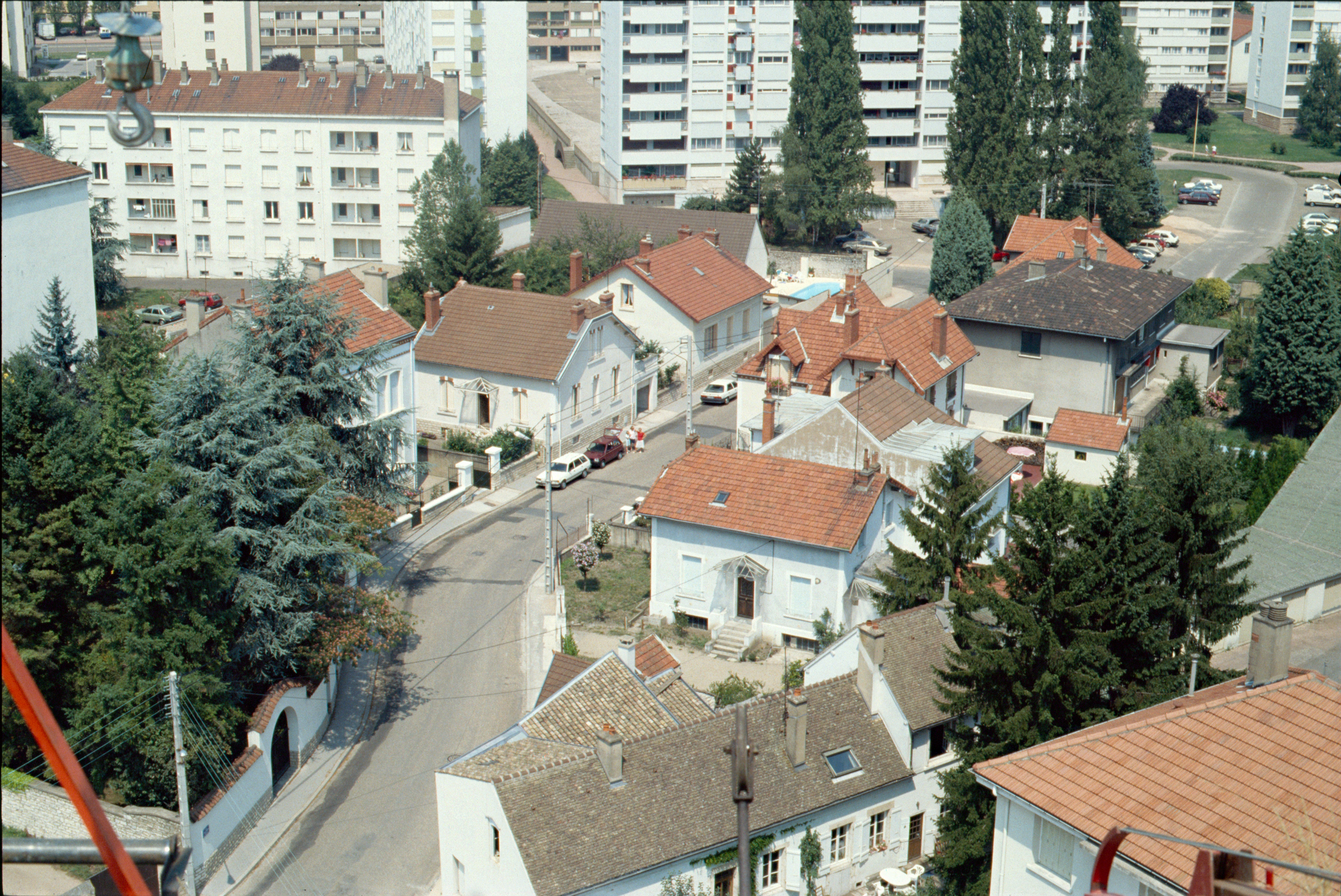
索恩河畔沙隆的一处街区

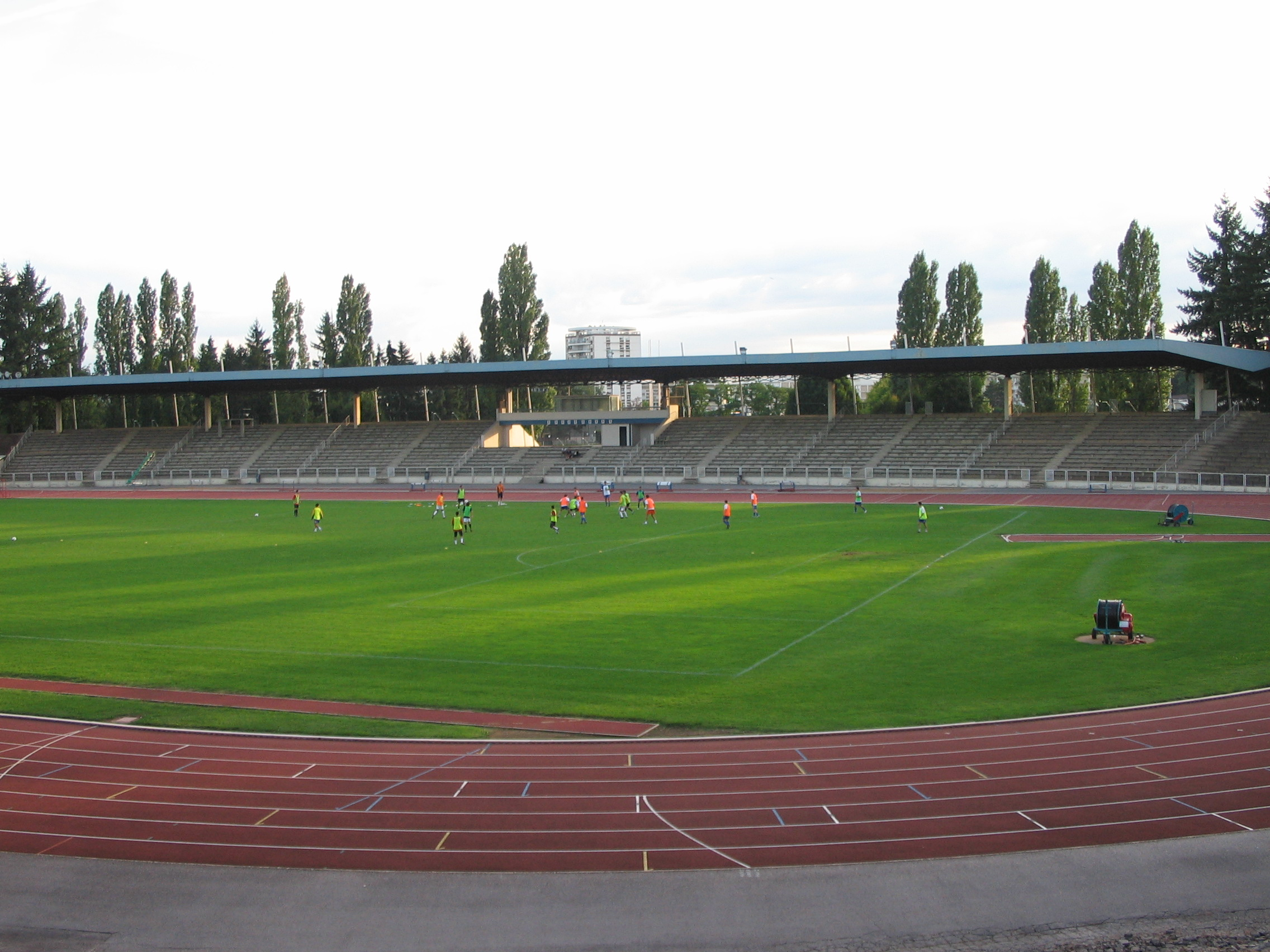
索恩河畔沙隆莱奥·拉格朗日球场

### 教育
索恩河畔沙隆属于第戎学区。截止2019年1月1日，索恩河畔沙隆境内共有13所幼儿园、21所小学、6所初级中学、7所普通高中和3所职业高中。2018至2019学年度，索恩河畔沙隆境内共有在校中等教育阶段学生7,939名。
在高等教育方面，法国国立高等工程技术学校（简称）在索恩河畔沙隆设有一个校区，此外勃艮第大学在索恩河畔沙隆设有一个应用技术学院（IUT）。

### 医疗
截止2019年1月1日，索恩河畔沙隆境内共有全科医生48名、保健师45名、牙医38名、护士58名、耳科医生3名、眼科医生14名、皮肤科医生3名、助产士6名、儿科医生3名和妇科医生9名。境内共有药房25家、养老院7家、残疾人帮扶中心3家。
索恩河畔沙隆中心医院（Centre Hospitalier de Chalon-sur-Saône）是法国的一个区域性医疗机构，其主病区威廉·莫雷中心医院（CH William Morey）位于索恩河畔沙隆市区，设有床位421个，是当地规模最大的公立综合性医院。

### 住房
2017年，索恩河畔沙隆境内共有各类住房27,612套，其中12.3%为独立式居民区，主要分布于市区西部；85.2%为集中式居民区，其中市区东北部的圣让街区是一个大型的城市优先开发区（ZUP）。常住房屋占索恩河畔沙隆市镇范围内居民建筑总量的86%。

### 商业
2018年，索恩河畔沙隆境内共有各类商铺2,728家，其中餐饮服务类1,229家。市区南北两侧均建有大型开放式商业街区。

### 体育
2019年，索恩河畔沙隆境内共有1家游泳池、20间体育馆、4座综合体育场、14处网球场、1处马术场、5处足球或橄榄球场、11处篮球或排球场以及1处高尔夫球场。
索恩河畔沙隆因篮球而闻名，沙隆麋鹿是当地的篮球俱乐部，成立于1955年，自1994年起参加职业联赛，2020至2021赛季参加法国篮球冠军联赛，历史上曾获得2次该项目的总冠军。
沙隆足球俱乐部是当地的一支足球队，成立于1926年，2020至2021赛季参加勃艮第-弗朗什-孔泰大区足球联赛，其主场为莱奥·拉格朗日球场，可同时容纳2,300名观众。
除此之外，索恩河畔沙隆还有一支赛艇队。

### 环境
索恩河畔沙隆的环境事务由其所属的公共社区负责。2018年，索恩河畔沙隆境内共有5家污染企业。

### 治安
2014年，索恩河畔沙隆及附近地区共发生各类案件3,978起，其中盗窃类案件2,445起，经济类案件456起，毒品交易类案件275起。

## 文化
2019年，索恩河畔沙隆境内共有2家剧场、3家电影院、2家博物馆和1家音乐厅。索恩河畔沙隆市政府提供市政图书馆，向公众全年开放。

### 建筑
索恩河畔沙隆境内有多处法国国家文物保护单位，其中索恩河畔沙隆圣樊尚大教堂、圣皮埃尔修道院等为当地的代表性建筑物。

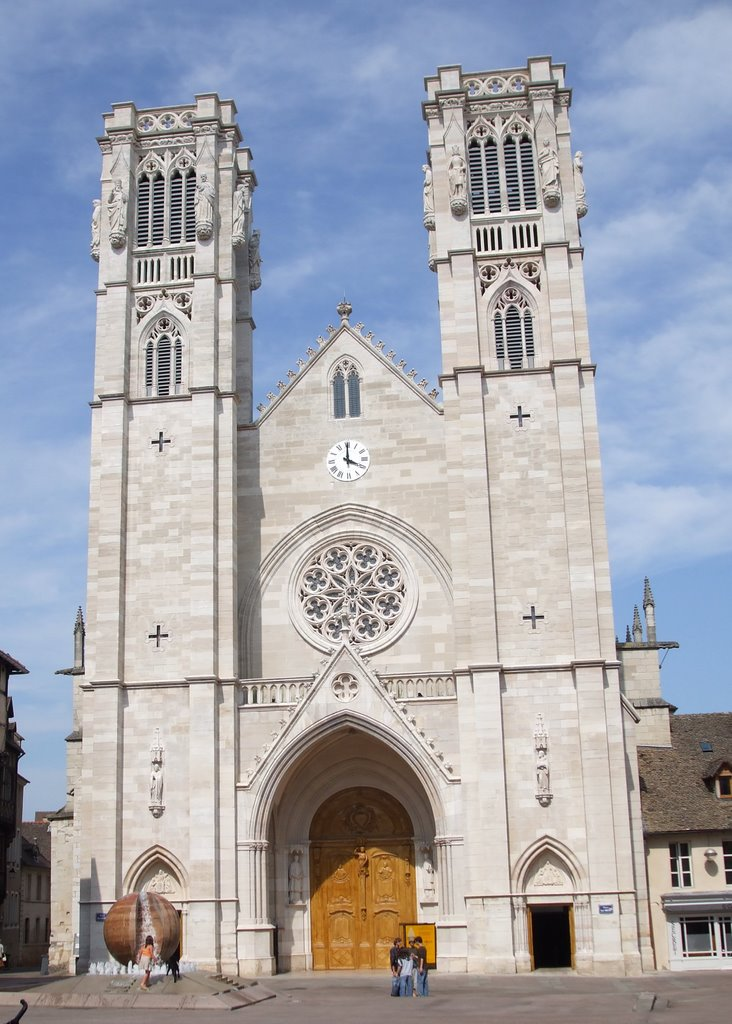
圣樊尚大教堂（法语：Cathédrale Saint-Vincent de Chalon-sur-Saône）
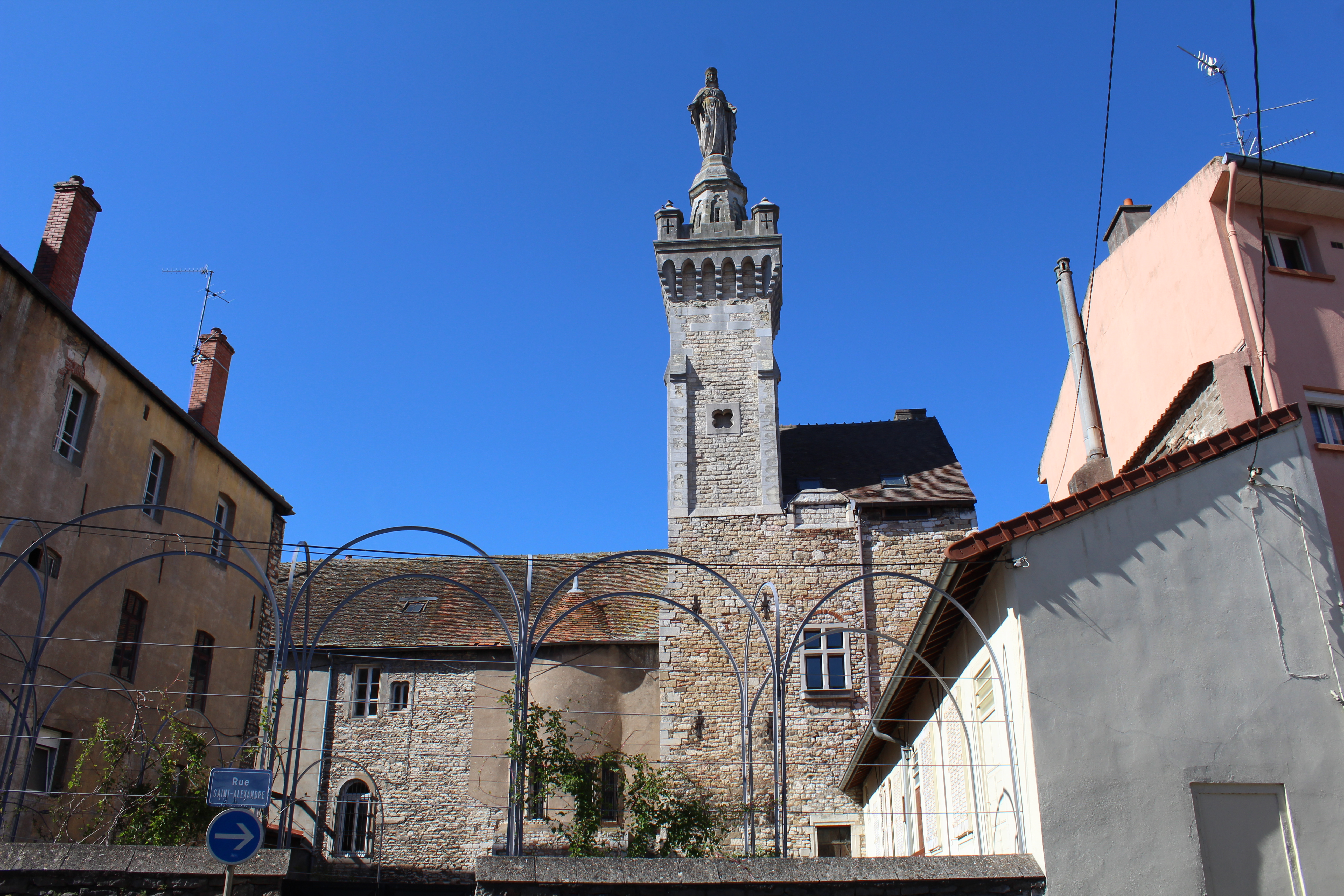
圣皮埃尔修道院（法语：Abbaye médiévale Saint-Pierre de Chalon-sur-Saône）
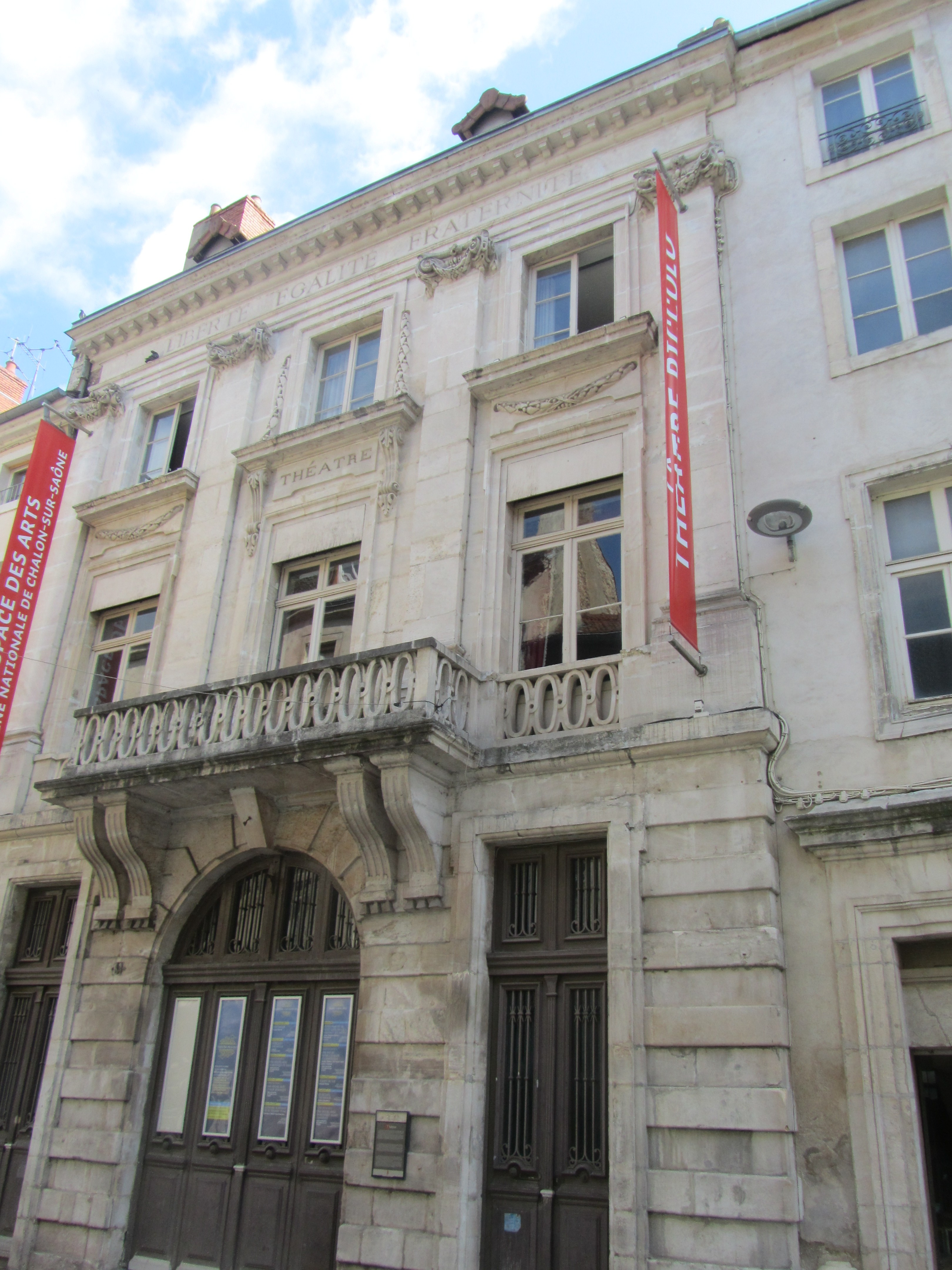
索恩河畔沙隆剧场（法语：Théâtre de Chalon-sur-Saône）
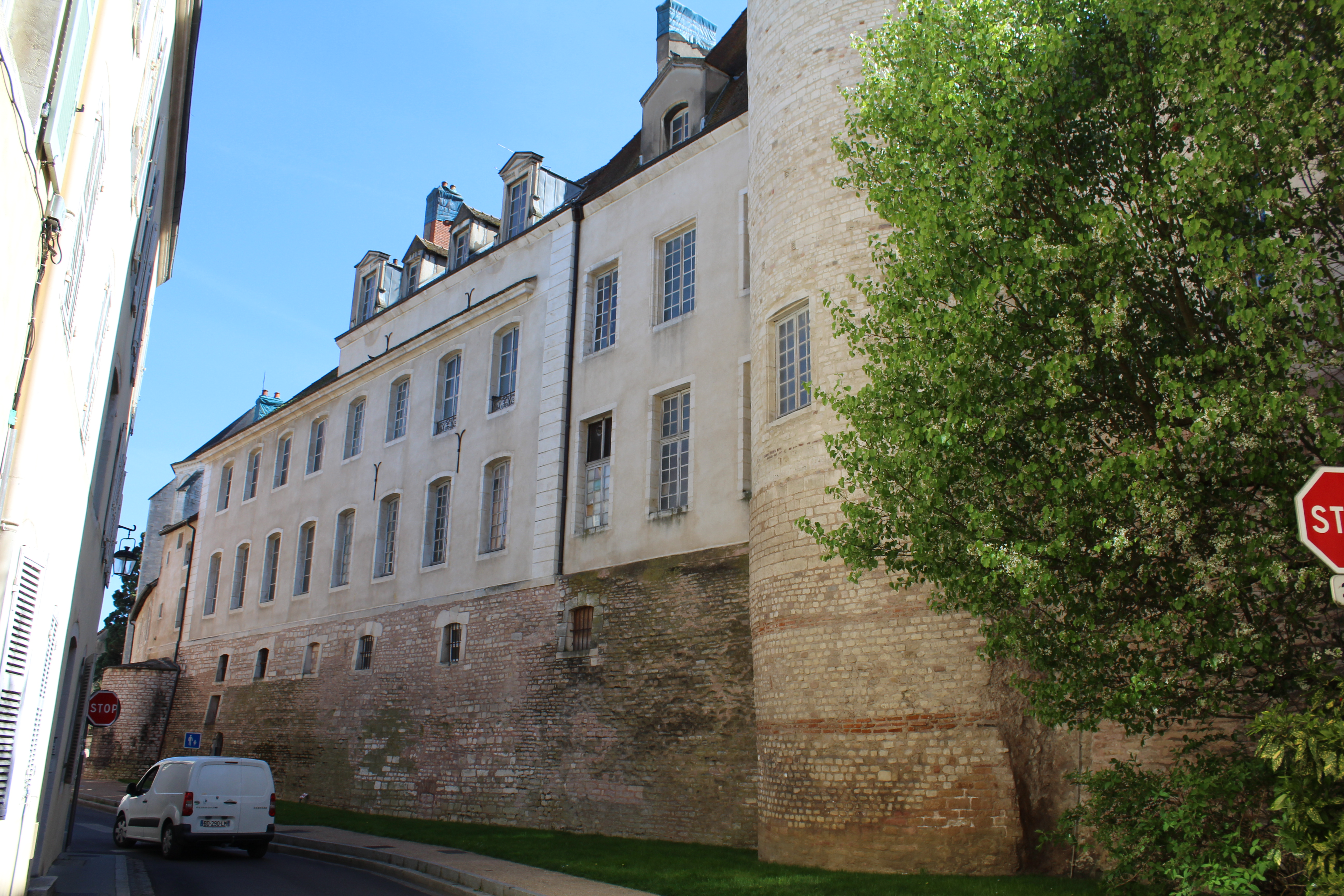
主教宫（法语：Palais épiscopal de Chalon-sur-Saône）
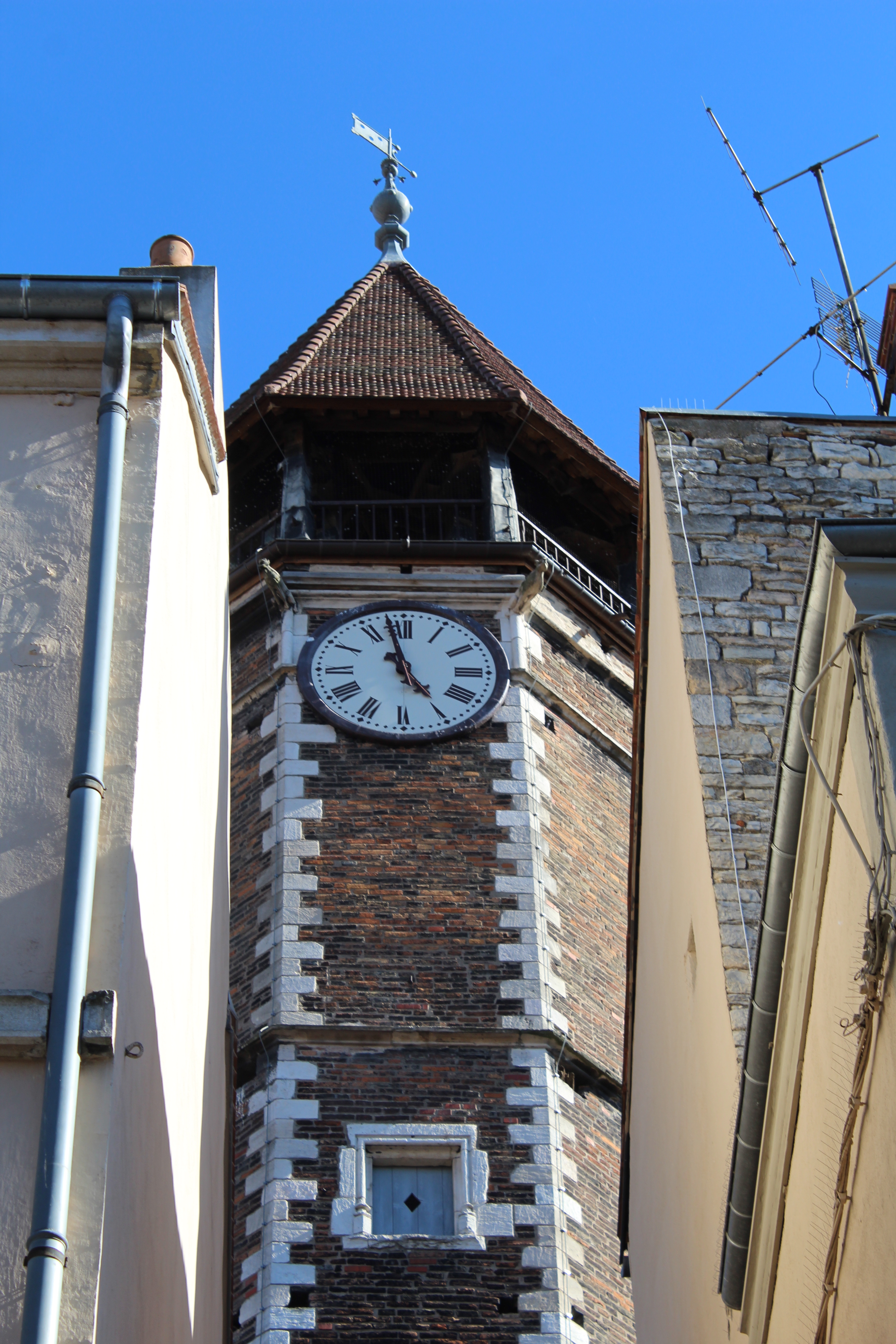
钟楼塔

### 旅游
索恩河畔沙隆的旅游事务由其所属的公共社区负责。2020年，索恩河畔沙隆境内共有14家宾馆共计732间房间。

### 媒体
法国主要的媒体均可在索恩河畔沙隆接收，法国电视三台下属的勃艮第-弗朗什-孔泰大区频道在部分时段播出索恩河畔沙隆所属区域的地方新闻。《索恩-卢瓦尔省日报》的报社总部位于索恩河畔沙隆。

### 活动
自1987年起，当地每年举办街头的沙隆狂欢节。

### 影视作品
法国电影《铁道战役》（1946年）和《Neuilly sa mère !》（2009年）曾在此取景。

## 相关人物
法国发明家約瑟夫·尼塞福爾·涅普斯、现代歌手弗洛朗·帕尼、篮球运动员斯蒂夫·盖诺出生于索恩河畔沙隆。勃艮第国王贡特朗和法国神学家皮埃尔·阿伯拉尔则逝世于此地。

## 友好城市
截至2020年11月，索恩河畔沙隆共与五座城市互为友好城市关系：
- 德国 索林根
- 英格兰 聖海倫斯
- 義大利 诺瓦拉
- 丹麦 奈斯特韦兹
- 加拿大 加蒂諾